# Kalvinov ciklus
Kalvinov ciklus (Kalvin-Benson-Bašamov ciklus) je serija biohemijskih reakcija koje se odvijaju u stromi hloroplasta kod fotosintetičkih organizama. Ovim ciklusom fotoautotrofni i hemoautotrofni organizmi fiksiraju ugljen-dioksid kao glukozu i vodu. Ovaj proces su otkrili američki naučnici Melvin Kalvin, Džejms Bašam i Andru Benson sa Univerziteta u Berkliju, Kalifornija koristeći radioaktivni izotop ugljenika-14. Kalvinov ciklus spada u reakcije koje ne zavise od svetlosti.

## Pregled
Tokom procesa fotosinteze, svetlosna energija se koristi za generisanje slobodne hemijske energije, koja se pohranjuje u vidu glukoze. Svetlosno nezavisan Kalvinov ciklus, takođe (pogrešno) poznat i kao tamna faza fotosinteze ili tamna reakcija, koristi energiju kratkoživućih elektronski pobuđenih nosioca da bi se ugljen-dioksid i voda pretvorili u organske supstance. Dalje se te organske supstance koriste od strane organizama, ali i životinja koje se njima hrane. Ova serija reakcija se takođe naziva i fiksiranje ugljika. Ključni enzim u procesu je RuBisCO (ribuloza-1,5-bisfosfat karboksilaza oksigenaza).
Enzimi u Kalvinovom ciklusu su funkcionalno jednaki mnogim drugim enzimima koje se javljaju u drugim putevima metabolizma poput glukoneogeneze i puta pentoza fosfata, međutim ovi enzimi se nalaze u stromi hloroplasta umesto unutar citoplazme ćelije, što izdvaja ove reakcije. Ovi enzimi su aktivni na svetlosti, ali i u prisustvu proizvoda iz svetlosno zavisnih reakcija. Ove regulatorne funkcije sprečavaju da Kalvinov ciklus završi sa ugljen-dioksidom. Energija (u obliku ATP-a) bi se u tom slučaju utrošila za vršenje ovih reakcija.
U sledećim reakcijama, hemijske supstance (fosfati i karboksilne kiseline) postoje u ravnoteži sa njihovim različitim joniziranim stanjima, što je određeno pH vrednošću. Sumarna jednačina Kalvinovog ciklusa je sledeća:
ili
Potrebno je napomenuti da heksoza (šestougljenični šećer) nije proizvod Kalvinovog ciklusa. Iako se u mnogim izvorima, među proizvodima fotosinteze nalazi , ovo navođenje je više zbog dogovora koji se odnosi na jednačinu ćelijskog disanja, kada se šestougljični šećeri oksiduju u mitohondrijama. Ugljeni hidrati kao proizvodi Kalvinovog ciklusa su molekuli trougljeničnih šećernih fosfata ili trioza fosfata, odnosno tačnije, gliceraldehid-3-fosfat.

## Faze ciklusa
1. Enzim  katalizuje karboksilaciju ribuloze-1,5-bisfosfata, supstancu sa 5 atoma ugljenika i ugljenik-dioksida putem dvostepene reakcije dajući međuproizvod sa šest atoma ugljenika.[3] Nastali međuproizvod se vrlo brzo raspada na dva molekula glicerat 3-fosfata,[4] jedinjenja sa 3 atoma ugljenika (poznat i kao: 3-fosfoglicerat, 3-fosfoglicerinska kiselina, 3PGA).
2. Enzim fosfoglicerat kinaza katalizuje fosforilaciju 3PGA sa ATP (koji je proizveden u svetloj fazi fotosinteze). 1,3-bisfosfoglicerat (glicerat-1,3-bisfosfat) i ADP su proizvodi. (Međutim, treba napomenuti da se dva molekula PGA prave za svaki molekul 2 koji uđe u ciklus, tako da ovaj korak iskorištava 2 ATP po svakom fiksiranom 2.)
3. Enzim  dehidrogenaza katalizuje redukciju 1,3BPGA sa NADPH (koji je drugi proizvod svetle faze). Gliceraldehid 3-fosfat (takođe poznat i kao G3P, GP, TP, PGAL) je proizvod reakcije, a sam NADPH se oksiduje i postaje NADP+. Takođe, dva NADPH se iskorištavaju po jednom fiksiranom molekulu 2.

Pojednostavljene verzije Kalvinovog ciklusa obuhvataju preostale korake, osim posljednjeg, u jedan opšti korak - regeneraciju RuBP.
1. Izomeraza trioza fosfata pretvara neke molekule G3P reverzibilno u dihidroksiaceton fosfat (DHAP), odnosno molekule sa 3 atoma ugljenika.
2. Aldolaza i fruktoza-1,6-bisfosfataza pretvara G3P i DHAP u fruktozu 6-fosfat (F6P, 6 atoma ugljenika). Fosfatni jon se gubi u rastvoru.
3. Zatim sledi fiksiranje drugog molekula 2 kojim se generira dodatna dva G3P.
4. Iz , enzim transketolaza uklanja dva atoma ugljenika čime nastaje eritroza-4-fosfat (E4P). Dva ugljenika sa transketolaze se prenose u G3P, te tako nastaje ketoza ksiluloza-5-fosfat.
5. i  (koji je nastao iz jednog od G3P putem drugog fiksiranja 2) se spajaju u sedoheptulozu-1,7-bisfosfat (7 atoma ugljenika) delovanjem enzima aldolaze.
6. Sedoheptuloza-1,7-bisfosfataza (jedan od samo tri enzima u ciklusu koji su jedinstveni za biljke) pretvaraju sedoheptulozu-1,7-bisfosfat u sedoheptulozu-7-fosfat, ispuštajući neorganski fosfatni ion u rastvor.
7. Fiksiranje trećeg molekula 2 generiše dodatna dva G3P. Ketoza S7P otpušta dva atoma ugljenika delovanjem transketolaze, dajući ribozu-5-fosfat (R5P) a dva atoma ugljenika ostaju na transketolazi i prenose se na jednu molekulu G3P dajući još jednan molekul Xu5P. Ovaj korak ostavlja jedan molekul G3P kao proizvod fiksiranjem 3 atoma 2 sa generisanjem tri pentoze koje se mogu dalje konvertovati u Ru5P.
8. se konvertuje u ribulozu-5-fosfat (Ru5P, RuP) putem izomeraze fosfopentoze. Xu5P se konvertuje u RuP delovanjem fosfopentoza epimeraze.
9. Na kraju, fosforibulokinaza (još jedan unikatni enzim u toku procesa) fosforizira RuP u RuBP, ribulozu-1,5-bisfosfat, te se time Kalvinov ciklus zatvara. Ovaj korak zahteva unos jednog molekula ATP.

Tako od 6 nastalih molekula G3P i tri molekula RuBP (5C) daju ukupno 15 atoma ugljenika, a samo jedan od njih ostaje dostupan za dalju konverziju u heksozu. Ovo zahteva 9 molekula ATP i 6 NADPH na svaka 3 molekula 2.
RuBisCO takođe deluje i na O2 umesto sa CO2 pri fotorespiraciji. Brzina fotorespiracije je viša na višim temperaturama. Proces fotorespiracije pretvara RuBP u 3GPA i 2-fosfoglikolat, molekulu sa 2 atoma ugljenika koja se može prevesti preko glikolata i glioksalata u glicin. Preko raspadanja glicina i tetrahidrofolata, dva glicina se pretvaraju u serin i CO2. Serin se ponovo može prevesti nazad u 3-fosfoglicerat. Međutim, samo 3 od 4 atoma ugljenika iz dva fosfoglikolata može biti kovertovan nazad u 3PGA. Time se može pokazati da fotorespiracije ima veoma negativne posledice po biljku, jer umesto fiksiranja ugljen-dioksida, ovaj proces vodi gubitku kiseonika. Fiksiranje C4 ugljenika se razvilo u naprednu fotorespiraciju, ali se ovo može dešavati u određenim biljkama koje žive u veoma toplim i tropskim područjima.

## Proizvodi Kalvinovog ciklusa
Direktni proizvodi Kalvinovog ciklusa su gliceraldehid-3-fosfat (G3P) i voda. Dva molekula G3P (odnosno jedan molekul F6P) koji su izašli iz ciklusa se koriste za pravljenje većih ugljenih hidrata. U jednostavnim verzijama Kalvinovog ciklusa, one se mogu konvertovati u F6P ili F5P nakon izlaska, ali i ovo pretvaranje je deo ciklusa.
Heksoza izomeraza pretvara oko pola molekula F6P u glukoza-6-fosfat. One se defosforizuju, a glukoza se može koristiti za proizvodnju skroba, koji se skladišti kao na primer u krompiru, ili se proizvodi celuloza koja je neophodna za pravljenje ćelijskih zidova u biljnim ćelijama. Glukoza i fruktoza formiranju saharozu, ne reducirajući šećer, koji je za razliku od glukoze stabilan šećer podesan za čuvanje.

## Literatura
- Bassham, J. A. (2003). „Mapping the carbon reduction cycle: a personal retrospective”. Photosyn. Res. 76 (1-3): 35—52. PMID 16228564. doi:10.1023/A:1024929725022.
- Diwan, Joyce J. (2005). „Photosynthetic Dark Reaction”. Biochemistry and Biophysics, Rensselaer Polytechnic Institute. Архивирано из оригинала 16. 3. 2005. г. Приступљено 15. 12. 2012.
- Portis, Archie; Parry, Martin (2007). „Discoveries in Rubisco (Ribulose 1,5-bisphosphate carboxylase/oxygenase): a historical perspective” (PDF). Photosynthesis Research. 94 (1): 121—143. PMID 17665149. doi:10.1007/s11120-007-9225-6. Архивирано из оригинала (PDF) 12. 3. 2012. г. Приступљено 15. 12. 2012.